# Миссия невыполнима: Смертельная расплата
«Ми́ссия невыполни́ма: Смерте́льная распла́та» (англ. Mission: Impossible – Dead Reckoning) — американский шпионский боевик, режиссёром и сценаристом которого выступил Кристофер Маккуорри. Главную роль в картине исполнил Том Круз. Это седьмой фильм из франшизы «Миссия невыполнима» и третий фильм из этой серии, который был снят Маккуорри (после «Племени изгоев» и «Последствий»). К своим ролям вернулись Том Круз, Винг Рэймс, Генри Черни, Саймон Пегг, Ребекка Фергюсон, Ванесса Кирби и Фредерик Шмидт; к актёрскому составу также присоединились Хейли Этвелл, Пом Клементьефф, Шей Уигем, Эсай Моралес, Роб Дилейни, Чарльз Парнелл, Индира Варма, Марк Гэтисс и Кэри Элвес.
Фильм выпущен в прокат США 12 июля 2023 года компанией Paramount Pictures. Фильм получил признание критиков и собрал более 567,5 миллионов долларов по всему миру, став десятым по прибылям фильмом 2023 года. Из-за общего бюджета и конкуренции со стороны культурного феномена «Барбенгеймер» он оказался разочарованием по кассовым сборам. Премьера сиквела «Миссия невыполнима: Финальная расплата», сценаристом и режиссёром которого также является Маккуорри, запланирована на 23 мая 2025 года.
Действие фильма происходит после событий, рассказанных в фильме «Миссия невыполнима: Последствия».

## Сюжет
На российской подводной лодке нового поколения «Севастополь» используется продвинутый искусственный интеллект для тестирования новой навигационной системы, использующей счисление пути. ИИ обманом заставляет команду запустить торпеду, а затем поворачивает торпеду обратно на подводную лодку, топит её с губительными последствиями для экипажа.
Агент ОМН Итан Хант отправляется в Аравийскую пустыню, чтобы забрать половину крестообразного ключа у Ильзы Фауст, за голову которой назначена награда в 50 миллионов долларов. Затем он проникает на встречу лидеров Разведывательного сообщества США в Вашингтоне, включая директора ЦРУ (бывшего директора ОМН) Юджина Киттриджа и директора национальной разведки Денлингера, чтобы обсудить ситуацию с ИИ. Назвав его Интеллект (в оригинале Entity - Сущность), они рассказывают, как оно обрело разум и проникло в основные оборонные, разведывательные и финансовые сети мира. Мировые державы соревнуются, чтобы получить ключ для защиты своей национальной безопасности и контроля над Сущностью, хотя точные средства контроля над ней неизвестны. Полагая, что Сущность представляет слишком большую угрозу для человечества, Итан намерен его уничтожить.
Итан, Бенджи Данн и Лютер Стикелл едут в международный аэропорт Абу-Даби, чтобы перехватить владельца другого полуключа. Итан уклоняется от преследующих его агентов ЦРУ во главе с Джаспером Бриггсом, а также от Габриэля, агента Сущности, связанного с прошлым Итана до вступления того в ОМН, в то время как половина ключа украдена профессиональной воровкой по имени Грейс. Лютер идентифицирует подозрительный предмет багажа; Бенджи находит то, что кажется ядерным устройством, но находит его пустым после обезвреживания. Итан преследует Грейс до Рима. После продолжительной погони Грейс снова убегает, а Итан воссоединяется с Бенджи, Лютером и Ильзой. Она сообщает ему, что замешана в этом, потому что группа оперативников МИ-6, её бывших коллег, решила, что они должны предотвратить попадание ключа в руки британского правительства, поскольку их правительство стремится контролировать его, а не уничтожить.
При поддержке Бенджи и Лютера Итан и Ильза проникают на вечеринку, организованную торговкой оружием Аланной Мицополис (Белой вдовой) в Венеции, в надежде найти того, кто нанял Грейс и узнать о назначении ключа. Грейс встречает Габриэля и узнаёт, что Аланна наняла её, чтобы украсть половинку ключа. Итан безуспешно пытается отговорить напуганную Аланну от продажи. Габриэль сообщает, что Сущность проник в группу и определил, что одна из союзниц Итана, Ильза или Грейс, умрёт. После этого все они разбегаются: Итан побеждает, но щадит наёмницу Габриэля, Пэрис, в то время как Габриэль обезвреживает Грейс и убивает Ильзу, заставляя Итана чувствовать себя опустошённым. Раскаявшаяся Грейс присоединяется к ОМН и соглашается выдать себя за Аланну, когда они готовятся сесть на Восточный экспресс, направляющийся в Инсбрук, где она встретится со своим покупателем. Лютер уезжает, чтобы исследовать отдельные следы Сущности на своём жёстком диске, предупреждая Итана не убивать Габриэля из мести, поскольку только ему известно, как использовать ключ.
В поезде Габриэль убивает машинистов и ломает дроссель и тормоз. Он встречает Денлингера, который предлагает союз с Сущностью. Денлингер объясняет, что Сущность изначально была передовым кибероружием, разработанным США, которое «превзошло все ожидания», когда оно проникло на российскую подводную лодку, но впоследствии оно стало неуправляемым. Он рассказывает, что полный ключ открывает камеру, в которой находится компьютер, содержащий исходный код Сущности, который можно использовать для его управления/уничтожения. Габриэль отказывается от сотрудничества и убивает Денлингера и, подозревая, что Пэрис предаст его после того, как Итан пощадил её в Венеции, пытается убить и её. Выдавая себя за Аланну, Грейс приносит полный ключ покупателю Аланны, которым оказывается Киттридж. Несмотря на искушение предать Итана за 100 миллионов долларов и защиту для себя, Грейс отказывается от этого, крадёт ключ у Киттриджа и убегает. Итан прыгает со скалы на ускоряющийся поезд, чтобы спасти Грейс от преследователей, но Габриэль получает ключ.
Итан побеждает Габриэля на крыше поезда, но последний убегает и взрывает мост. Грейс и Итан отсоединяют локомотив от остальной части поезда, что включает аварийные тормоза на вагонах и состав останавливается. Раненая Пэрис спасает их от падения с моста и раскрывает связь ключа с «Севастополем». Грейс сообщает Киттриджу о своём новом обязательстве перед ОМН, которое он принимает, в то время как Итан сбегает из поезда с полным ключом, который он украл у Габриэля.

## В ролях
| Актёр               | Роль                                                            |
| ------------------- | --------------------------------------------------------------- |
| Том Круз            | агент IMF Итан Хант                                             |
| Хейли Этвелл        | Грейс                                                           |
| Саймон Пегг         | техн. полевой агент IMF Бенджи Данн                             |
| Винг Рэймс          | комп. техник IMF Лютер Стикелл                                  |
| Ребекка Фергюсон    | бывший агент МИ-6 Ильза Фауст                                   |
| Ванесса Кирби       | «Белая Вдова» Аланна Митцополис — дочь Макс                     |
| Эсай Моралес        | Габриэль                                                        |
| Пом Клементьефф     | Пэрис                                                           |
| Генри Черни         | бывший директор IMF, директор ЦРУ Юджин Киттридж                |
| Шей Уигем           | агент американской разведки Джаспер Бриггс / Джим Фелпс-младший |
| Грег Тарзан Дэвис   | напарник Бриггса Дэгас                                          |
| Фредерик Шмидт      | брат Аланны Зола Митцополис                                     |
| Мариэла Гаррига     | девушка из прошлого Итана Мари                                  |
| Кэри Элвес          | Директор Национальной разведки Денлингер                        |
| Чарльз Парнелл      | глава УНР Ричардс                                               |
| Марк Гэтисс         | глава АНБ Ангстром                                              |
| Индира Варма        | глава РУМО                                                      |
| Роб Дилейни         | глава JSOC                                                      |
| Марцин Дороциньский | капитан Севастополя                                             |
| Алекс Джеймс-Фелпс  | агент IMF                                                       |

## Производство
14 января 2019 года Том Круз объявил о том, что Кристофер Маккуорри выступит в качестве режиссёра и сценариста седьмого и восьмого фильмов из серии «Миссия невыполнима». Премьеры картин планировались на 23 июля 2021 года и 5 августа 2022 года соответственно. В феврале 2019 года Ребекка Фергюсон подтвердила, что её персонаж Ильза Фауст появится на экране в седьмом фильме. В сентябре 2019 года Маккуорри объявил через свой аккаунт в Instagram, что к актёрскому составу присоединилась Хейли Этвелл. В сентябре 2019 года стало известно, что Пом Клементьефф подписала контракт на участие в седьмом и восьмом фильмах франшизы.
В декабре 2019 года Саймон Пегг подтвердил в интервью, что вернётся к своей привычной роли в седьмом фильме. В этом же месяце актёрский состав пополнился Шеем Уигемом, который появится в седьмом и восьмом фильмах франшизы. В январе 2020 года стало известно, что в съёмках примет участие Николас Холт, которому, видимо, уготована роль злодея. 1 февраля 2020 года была опубликована информация о том, что в седьмом фильме появится Генри Черни, который ранее сыграл роль директора IMF Юджина Киттриджа в фильме «Миссия невыполнима» в 1996 году. В мае 2020 года стало известно, что Холт вынужден покинуть проект из-за конфликта в расписании съёмок, и роль злодея в седьмом фильме вместо него исполнит Эсай Моралес.
В конце 2019 года, во время подготовки к съёмкам, правительство Швейцарии отказалось дать разрешение на проведение взрывов для сцены с поездом в Альпах, в результате чего съёмочная группа отправилась в разные страны на поиски ненужного железнодорожного моста. Среди тех, кто попросил помочь с постановкой «полномасштабного крушения поезда», был продюсер Эндрю Экснер. В ноябре 2019 года компания Польские железные дороги предложила Экснеру использовать 151-метровый клёпаный ферменный мост 1908 года на Пильховицком озере, около Еленя-Гура, в Нижней Силезии. В декабре 2019 года продюсеры Paramount Pictures, включая Маккуорри, приехали в Польшу, сопровождаемые офицерами польских инженерных войск.
Официально открытый в 1912 г. Вильгельмом II, мост пережил Вторую мировую войну и использовался до 2016 года. Местные власти и музейные чиновники были потрясены намерением продюсеров физически разрушить мост вместо использования CGI-эффектов. Создатели фильма и государственные чиновники заявили, что мост предназначался для сноса.
К июлю 2020 года активисты и общественные организации запустили петицию против разрушения, поскольку мост уже давно зарегистрирован на воеводском уровне и внесён в Национальный реестр культурных ценностей Польши, Министерство культуры и национального наследия подтвердило, что оно настаивает на том, чтобы мост был задействован в фильме, при этом «небольшой участок» будет снесён в самом начале, а затем будет восстановлена связанная с ним местная железнодорожная линия. Вслед за этим Генеральный хранитель памятников заверил, что «вопрос об уничтожении моста не стоит».
В августе 2020 года, когда история приобрела международный резонанс, Маккуорри заявил, что взорвать мост не планировалось, и что разрушены могли быть только частично повреждённые участки, которые якобы необходимо было восстановить, заключив: «Чтобы открыть эту местность для туризма, мост нужно было убрать». Производственная компания не обязалась оплачивать расходы на строительство потенциального нового моста или реконструкцию исторического. В конце концов мост через озеро Пилчовики был признан культурным достоянием, что фактически предотвратило его разрушение. В мае 2021 года Экснер подал в суд на съёмочную группу Paramount, включая Маккуорри и Круза, за нарушение контракта.
Съёмки сцены крушения поезда должны были проходить с апреля по июнь 2021 года в Национальном парке Пик-Дистрикт в Стоуни-Миддлтоне на построенной площадке в заброшенном карьере, с железнодорожной веткой и частью моста над краем обрыва. 20 августа, после двух недель перерыва в съёмках, сцена была снята, макет локомотива класса Britannia был сброшен с обрыва в карьер.

### Съёмки и приостановление из-за COVID-19
Съёмки должны были начаться в Венеции 20 февраля 2020 года и продлиться три недели, после чего планировались съёмки в Риме в течение 40 дней. Однако в связи с пандемией COVID-19 и введением ЧП в Италии производство картины в этой стране было приостановлено. В середине марта 2020 года на трассе Top Gear в Дансфолде (графство Суррей, Англия) прошли съёмки открывающей сцены «Миссия невыполнима 7», в которых принял участие Том Круз, самостоятельно выполнявший трюки на мотоцикле и автомобилях. Позже актёр заявил, что во время съёмок он выполнил свой самый опасный трюк — прыжок на мотоцикле со скалы. Он потратил на подготовку к нему целый год, выполняя по 30 тренировочных прыжков в день.
6 сентября 2020 года съёмки возобновились, когда Маккуорри начал публиковать фотографии со съёмочных площадок в Instagram.
11 сентября 2021 года съёмки картины были завершены, таким образом только съёмочный процесс картины занял 1,5 года.

## Премьера
Выход «Миссия невыполнима: Смертельная расплата» в прокат состоялся 12 июля 2023 года. Изначально запланированная на 23 июля 2021 года премьера четыре раза переносилась в связи с пандемией COVID-19: на 19 ноября 2021 года, на 27 мая 2022 года, на 30 сентября 2022 года и на 14 июля 2023 года, о чём Paramount Pictures и Skydance объявили 21 января 2022 года. В апреле 2023 года Paramount объявила на CinemaCon, что фильм выйдет в прокат на два дня раньше, 12 июля. Также перенесён был и следующий фильм франшизы под рабочим названием «Миссия невыполнима: Смертельная расплата. Часть вторая», с 7 июля 2023 года на 28 июня 2024 года. Через 45 дней после выхода в кинотеатрах фильм должен был стать доступен на стриминговой платформе Paramount+.
17 мая 2023 года на официальном YouTube-канале компании Paramount вышел трейлер фильма.

## Кассовые сборы
Из-за успеха фильмов «Барби» и «Оппенгеймер» сборы фильма на второй уик-энд проката в США упали сразу на 64 % и составили всего $19,5 млн. По сведениям издания The Hollywood Reporter падение сборов стало худшим в истории киносерии и сборов недостаточно, чтобы окупить затраты на производство фильма $290 млн без учёта маркетинга. На масштабный бюджет картины повлияли задержки в производстве во время пандемии COVID-19.
Однако эксперты издания отмечают, что фильм пока не стоит списывать со счетов. Сборы фильма ещё могут выровняться из-за высоких оценок ленты от критиков и зрителей и продолжительного проката не только в кинотеатрах, но и в «цифре».